# Gatfjall
Gatfjall är ett berg i republiken Island. Det ligger i regionen Austurland, 400 km öster om huvudstaden Reykjavík. Toppen på Gatfjall är 665 meter över havet.
Trakten runt Gatfjall är nära nog obefolkad, med mindre än två invånare per kvadratkilometer. Trakten runt Gatfjall består i huvudsak av gräsmarker.